# Lachemilla diplophylla
Lachemilla diplophylla là loài thực vật có hoa trong họ Hoa hồng. Loài này được (Diels) Rothm. mô tả khoa học đầu tiên năm 1937.